# Fiona Ferro
Fiona Ferro (Libramont-Chevigny, 12 marzo 1997) è una tennista francese.
Nel corso della sua carriera, si è aggiudicata due titoli WTA sulla terra rossa e si è spinta fino al quarto turno dell'Open di Francia 2020, sua miglior prestazione a livello Slam. Nel 2019 ha inoltre vinto con la Francia la Fed Cup.

## Biografia
Nata in Belgio, è giunta in Francia ancora piccolissima con la famiglia, i cui membri provengono dall'Italia. Ha impugnato la sua prima racchetta a 8 anni. 

## Carriera
Dopo una buona esperienza da juniores, è approdata al professionismo: le migliori soddisfazioni le ha ottenute in singolare, con 5 titoli ITF vinti. Nel 2021 ha raggiunto il suo best ranking (39ª posizione).

### 2012-2014: Debutto

#### 2012
Fiona fa il suo debutto a livello professionistico nel gennaio 2012 durante l'ITF $25.000 di Grenoble dove è stata sconfitta nel primo turno di qualificazioni. Al $10.000 di Bron raggiunge il suo primo quarto di finale; la stagione continua con diverse sconfitte al primo turno e nelle qualifiche.

#### 2013

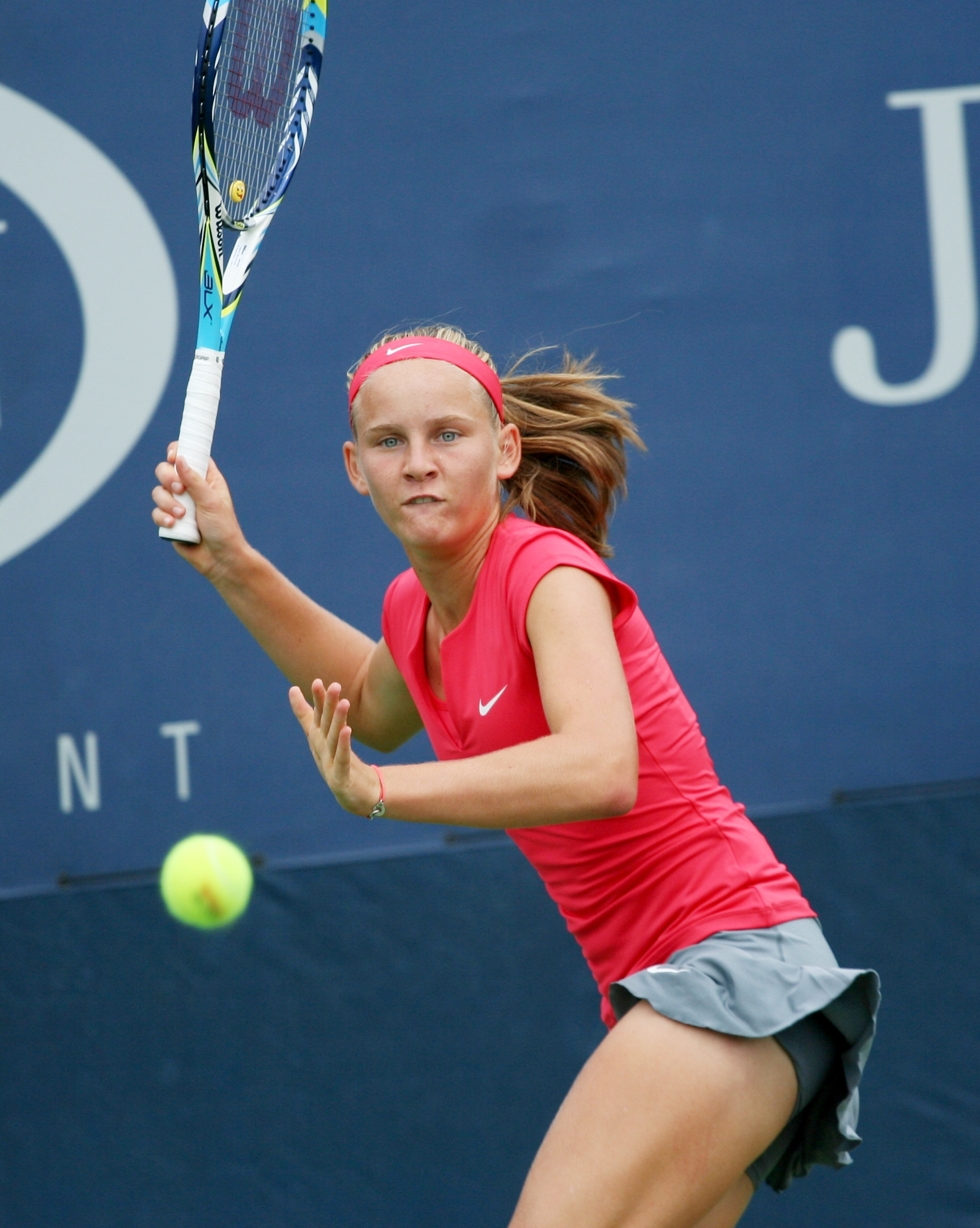
Fiona Ferro durante lo US Open 2013 juniors

Nel 2013, Fiona raggiunge un secondo turno al $10.000 di Bron. Durante l'estate si toglie qualche soddisfazione: si qualifica per il $25.000 di Perigeaux e supera il primo turno per poi essere sconfitta, prova le qualificazioni al $100.000 di Biarritz dove è stata eliminata all'ultimo turno e raggiunge il suo secondo quarto di finale in carriera al $50.000 di Contrexeville dove viene superata dalla più quotata Timea Bacsinszky raccogliendo solo due giochi. A novembre, supera le qualificazioni al $50.000 di Nantes e vince un turno nel main draw, per poi essere sconfitta. Chiude l'anno al 557 del mondo.

#### 2014
Inizia il 2014 al $50.000 di Burnie dove supera le qualificazioni ed esce sconfitta al secondo turno. Segue con un quarto di finale al $25.000 di Sao Paulo sempre partendo dalle qualifiche dove racimola un solo game contro Irina-Camelia Begu. Nel mese di maggio si qualifica per il $50.000 di Saint-Gaudens e raggiunge il secondo turno; partecipa, poi, al primo torneo WTA della carriera a Strasburgo grazie ad una wild-card dove è stata sconfitta al primo turno dall'ucraina Julija Bejhel'zymer. Disputa il primo torneo dello Slam al Roland Garros sempre grazie ad una wild-card, dove viene eliminata all'esordio dalla testa di serie numero 16 Sabine Lisicki in due set. Prosegue il resto della stagione con un quarto di finale al $25.000 di Perigeaux e la sua prima finale in carriera al $25.000 di Denain dove è sconfitta dalla romena Andreea Mitu. Entra nelle qualificazioni dello US Open grazie ad una wild-card, ma è sconfitta al primo turno dall'austriaca Tamira Paszek. Fallisce le qualificazioni anche al torneo di Tianjin. Chiude l'annata al n.367 del mondo.

### 2015-2017: Ingresso nelle 300

#### 2015

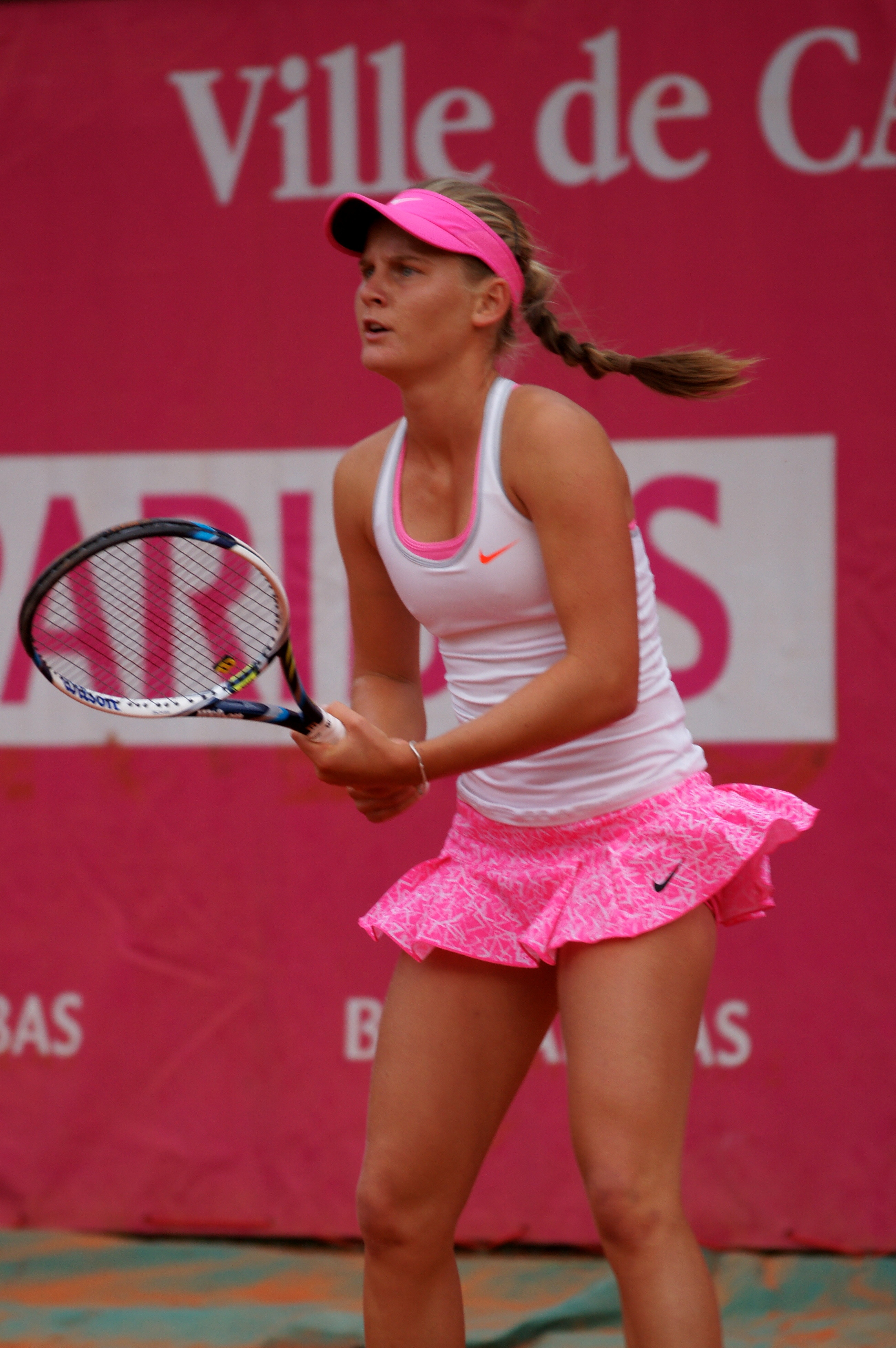
Fiona Ferro nel 2015 durante il torneo di Cagnes-sur-Mer

Fiona prende parte alle qualificazioni dell'Australian Open sempre grazie ad una wild-card, dove è sconfitta subito dall'australiana Jessica Moore. Ad aprile prende parte ai $25.000 di Chiasso e Santa Margherita di Pula dove raggiunge rispettivamente un quarto di finale e una semifinale. Al $50.000 di Saint-Gaudens raggiunge il secondo turno dopo aver superato i turni di qualificazione. Riceve per il secondo anno di fila una wild-card per il tabellone principale del Roland Garros, dove ancora una volta va fuori all'esordio per mano della brasiliana Teliana Pereira. Durante l'estate ottiene buoni risultati nei tornei $25.000: raggiunge i quarti nei tornei di Ystad e Podgorica (ritiratasi), due semifinali a Darmstad e Perigeaux, mentre ad Aschaffenburg raggiunge la seconda finale in carriera persa in favore della croata Tena Lukas. Chiude l'anno al n.261 del mondo.

#### 2016
Dopo aver racconto una sola vittoria in tre tornei disputati di $25.000 in Nordamerica, la Ferro prova le qualificazioni al torneo di Rio de Janeiro, dove è sconfitta nel turno decisivo. Ad aprile disputa le qualifiche al torneo di Katowice dove è costretta al ritiro nel primo turno. Dopo aver raccolto una sola vittoria, si presenta al Roland Garros grazie ad una wild-card che le permette l'accesso alle qualificazioni: qui supera i primi due turni, ma viene sconfitta dalla statunitense Sachia Vickery nettamente; prende parte anche nel tabellone di doppio con la connazionale Virginie Razzano, ma vengono sconfitte al primo turno. In seguito, raggiunge due quarti di finale al $100.000 di Marseille e al $25.000 di Denain. Continua a raggiungere dei buoni risultati a livello $25.000 con dei quarti di finale a Lipsia, Bukfurdo e Mamaia, e raggiunge la terza finale in carriera a Darmstad, persa dalla tedesca Tamara Korpatsch. A settembre, raggiunge una semifinale al $50.000 di Saint-Malo. Disputa grazie ad una wild-card il torneo di Limoges, sconfitta al primo turno dalla serba Ivana Jorović. Chiude l'anno al n.237 del mondo.

#### 2017
Nel 2017, Fiona ottiene la prima qualificazione in un tabellone principale al torneo di Acapulco, dove viene poi sconfitta dalla statunitense Christina McHale. Continua il buon momento con una semifinale nel $25.000 di Santa Margherita di Pula. Ottiene in seguito altre qualificazioni per il main draw nei tornei di Bogotà e Istanbul venendo sconfitta rispettivamente da Johanna Larsson e Sorana Cîrstea, mentre in quel di Charleston non supera le qualificazioni. Nel torneo di Norimberga fallisce l'assalto al tabellone principale, mentre al Roland Garros lo fa grazie ad una wild-card, sconfitta poi all'esordio dalla testa di serie numero 9 Agnieszka Radwańska. Raggiunge i quarti di finale dei $25.000 di Bad Saulgau, Koksijde e Braunschweig. A fine stagione, raggiunge una finale ad Hammamet persa contro la russa Varvara Gračëva. Chiude l'anno al n.325 del mondo.

### 2018

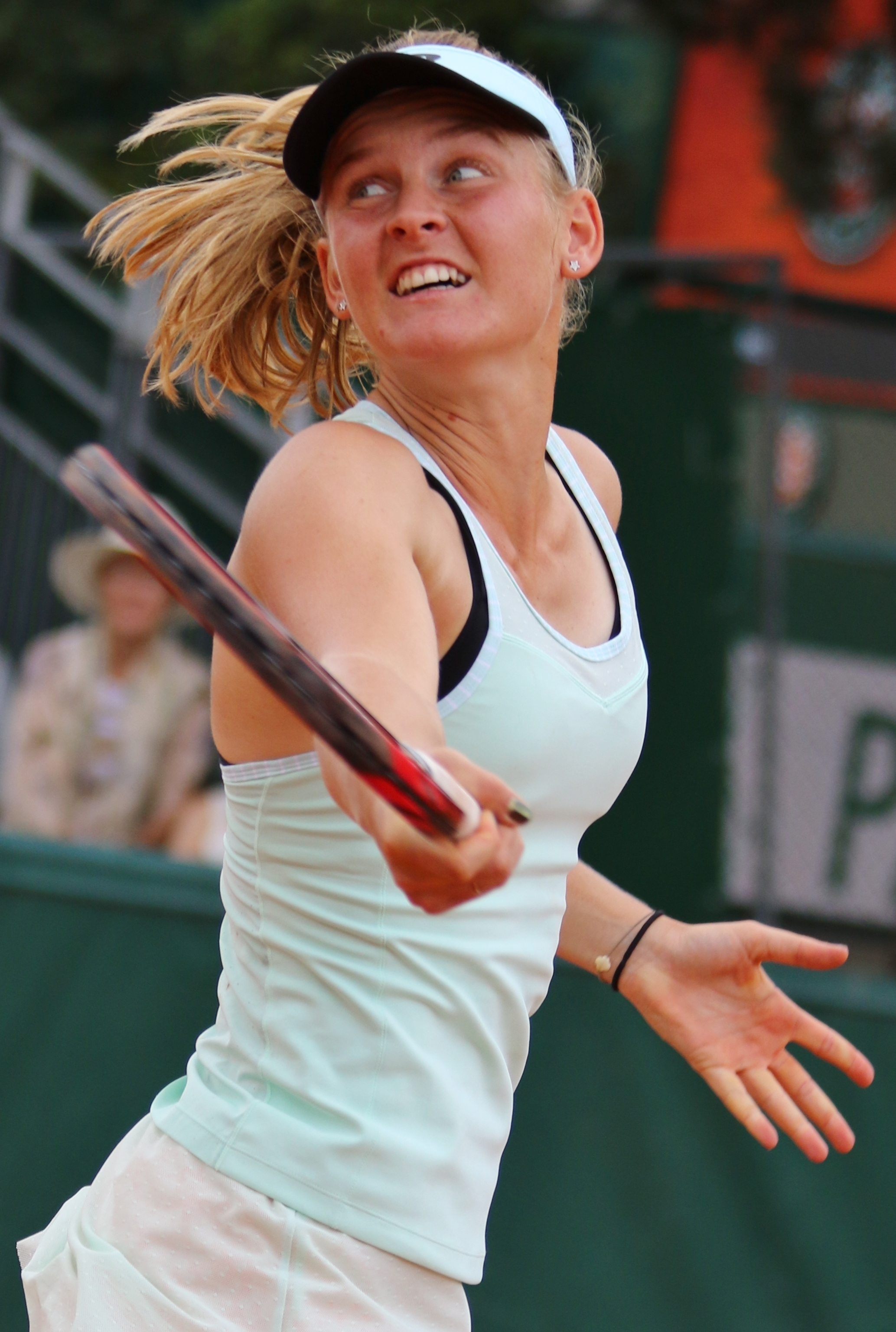
Fiona Ferro agli Open di Francia 2018

Fiona inizia il 2018 nel migliore dei modi: al $60.000 di Andrezieux-Boutheon ottiene una semifinale, mentre nel $25.000 di Grenoble vince il suo primo titolo ITF in carriera in singolare battendo in finale la lussemburghese Eleonora Molinaro; continua il buon momento con un'altra finale a Curitiba persa contro la slovena Tamara Zidanšek. Dopo aver fallito le qualificazioni a Stoccarda, si presenta al torneo di Rabat dove le supera, per poi essere eliminata dalla spagnola Paula Badosa. Riceve una wild-card per il torneo di Strasburgo dove viene eliminata al primo turno dall'ungherese Tímea Babos. Al Roland Garros supera per la prima volta in carriera un turno in uno Slam battendo la tedesca Carina Witthöft, per poi soccombere alla terza testa di serie Garbiñe Muguruza in due set. Successivamente, Fiona gioca il miglior tennis della carriera: si aggiudica tre tornei di fila, i $25.000 di Padova e Montpellier, e l'$80.000 di Olomouc. Fallisce in seguito le qualifiche allo US Open perdendo al secondo turno. Durante la trasferta asiatica raccoglie un primo turno ad Hiroshima, un secondo turno a Tashkent e il primo quarto di finale a livello WTA a Canton dove viene sconfitta dalla cinese Wang Qiang. Conclude l'annata con un primo turno a Linz, dopo aver superato le qualificazioni, e un secondo turno a Lussemburgo. Chiude l'anno al n.102 del mondo.

### 2019: primo titolo WTA e Top 100

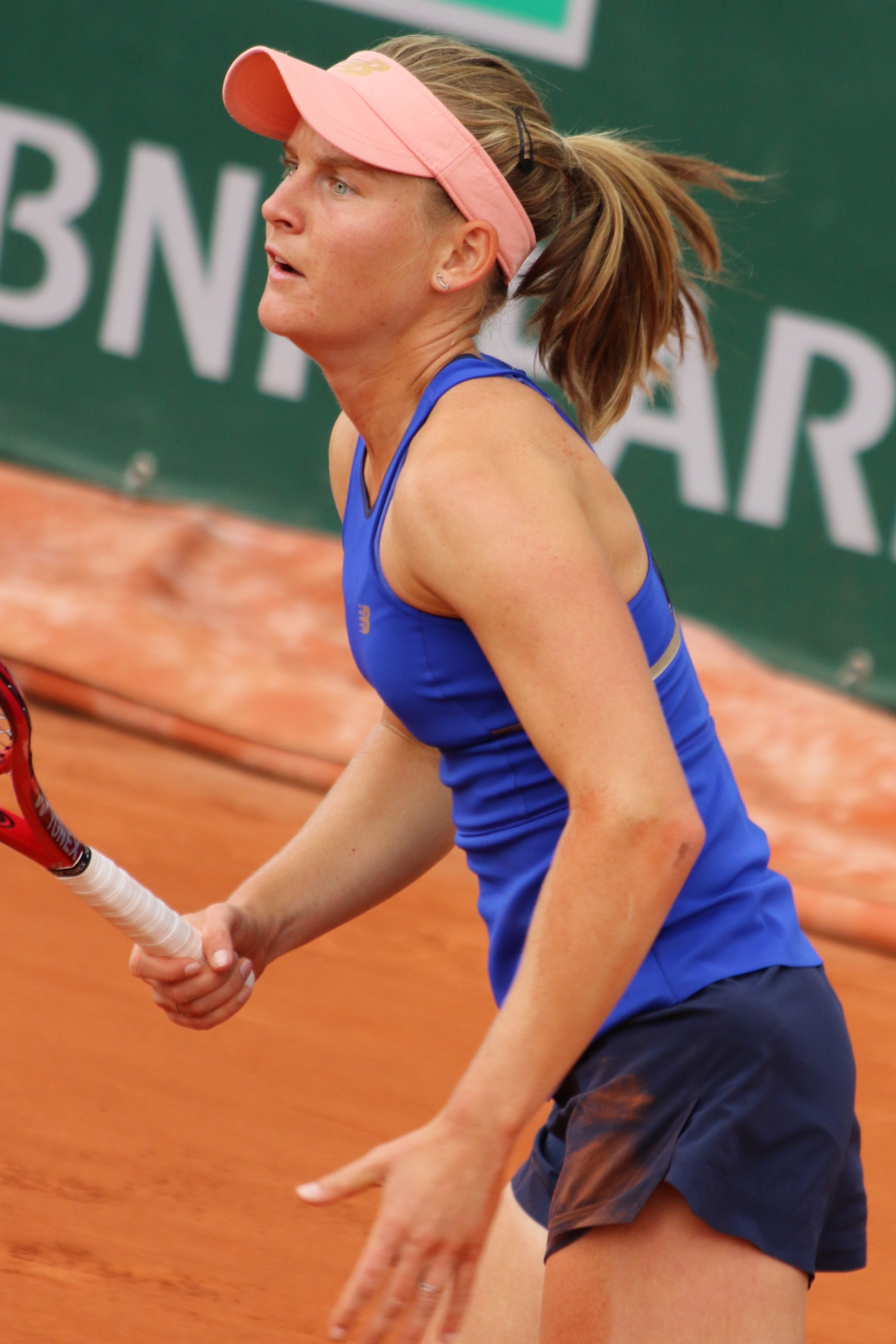
Fiona Ferro agli Open di Francia 2019

Fiona inizia il 2019 non riuscendo a superare le qualificazioni ad Hobart. Entra nel main draw dell'Australian Open dove è sconfitta al primo turno ancora dalla cinese Wang Qiang. Successivamente subisce diverse sconfitte al primo turno nei tornei di Hua Hin, Budapest, Indian Wells Challenger, nelle qualificazioni di Indian Wells e Miami, mentre a Guadalajara raggiunge la sua prima semifinale in carriera a livello WTA dove viene sconfitta dalla ceca Marie Bouzková. 
Nella stagione sul rosso, inizia raggiungendo la seconda semifinale in carriera a Lugano dove viene superata dalla slovena Polona Hercog. Supera le qualificazioni nel torneo di Rabat, dove è stata poi eliminata dalla quarta atesta di serie Ajla Tomljanović. Dopo aver fallito le qualificazioni nel torneo di Roma, disputa il torneo di Strasburgo dove raggiunge il quarto quarto di finale in carriera, sconfitta dalla poi vincitrice del torneo l'ucraina Dajana Jastrems'ka. Al Roland Garros viene eliminata al primo turno dalla connazionale Kristina Mladenovic. 
La Ferro inizia la stagione sull'erba disputando il torneo di 's-Hertogenbosch dove viene ripescata come lucky loser ma viene poi sconfitta al primo turno dalla belga Ysaline Bonaventure. Non supera le qualificazioni al torneo di Maiorca, mentre ci riesce in quel di Eastbourne per poi cedere al primo turno dalla tedesca Anna-Lena Friedsam. Si presenta per la prima volta in carriera al torneo di Wimbledon, dove incontra al primo turno la belga e testa di serie numero 21 Elise Mertens, uscendone sconfitta. In estate, riprende a giocare tornei sulla terra rossa. A Bastad raggiunge un quarto di finale perso contro la polacca Katarzyna Kawa. La settimana successiva raggiunge il miglior risultato della sua carriera: al torneo di Losanna si aggiudica il primo titolo WTA in carriera in singolare battendo in serie la tedesca Mona Barthel, la romena e quarta testa di serie Mihaela Buzărnescu, l'australiana ed ex numero 4 del mondo Samantha Stosur, la statunitense Bernarda Pera, e in finale la connazionale e terza forza del tabellone Alizé Cornet in tre set. Continua la striscia positiva al torneo di Palermo, dove viene poi sconfitta nei quarti di finale dalla lucky loser Ljudmila Samsonova. 
Sul cemento americano a New York, supera le qualificazioni estromettendo Grace Min per 6-2 6-4, Jana Fett per 6-4 6-0 ed Elizabeth Mandlik per 4-6 6-4 6-3. Nel tabellone principale, lascia un game a Viktorija Golubic, per poi cedere a Wang Qiang per 1-6 4-6. Disputa gli US Open, raggiungendo il terzo turno grazie alle vittorie su Dar'ja Gavrilova e Kristina Mladenovic, subendo nuovamente la sconfitta di Qiang. 
Nel tour asiatico, estromette Yang Zhaoxuan, venendo poi rimontata da Petra Martić nel nuovo torneo di categoria Premier di Zhengzhou. Invece, esce all'esordio a Guangzhou per mano di Katarina Zavac'ka, autrice di una rimonta. Nei tornei successivi di Wuhan, Linz e Lussemburgo non va oltre il primo turno sconfitta da: Han Xinyun, Laura Siegemund e Mónica Puig.

### 2020: secondo titolo WTA, Top 50 e primo ottavo di finale Slam
Ferro apre il 2020 con la sconfitta al primo turno rimediata a Brisbane contro Heather Watson. A Hobart, invece, ottiene la prima vittoria della stagione, seppur grazie al ritiro di Rebecca Peterson; viene eliminata nuovamente da Watson nel secondo turno. Nel primo Slam della stagione si impone su Alison Van Uytvanck per 6-2 6-1, prima di cedere contro Wang Qiang. Prende parte al torneo di San Pietroburgo, dove supera Marina Mel'nikova ed Océane Dodin nelle qualificazioni, mentre supera ancora una volta Garcia nel primo match del main draw. Verrà poi fermata dalla futura finalista, Elena Rybakina. 
Dopo un periodo di pausa causato dalla Pandemia di COVID-19, ritorna in campo a Palermo, dove si aggiudicherà il secondo titolo in carriera. Nella corsa al titolo si impone su: Nadia Podoroska per 6-2 6-1; Ekaterina Aleksandrova per 7-5 6-2; Sara Errani per 6-4 6-1; Camila Giorgi per 2-6 6-2 7-5 ed Anett Kontaveit per 6-2 7-5. Grazie a tale risultato, entra per la prima volta nella Top 50, precisamente alla posizione nº 44.
Gioca, in seguito, al Roland Garros: al primo turno riesce ad avere la meglio su Heather Watson per 7-6(4) 6-4. Al secondo turno estromette la testa di serie numero 14 Elena Rybakina per 6-3 4-6 6-2, approdando al terzo turno in uno slam per la seconda volta in carriera dopo lo US Open 2019. A differenza di quanto accadde nello slam americano, questa volta Ferro supera l'ostacolo ai sedicesimi, rappresentato dalla romena Patricia Maria Tig, per 7-6(7) 4-6 6-0. Agli ottavi di finale, i primi giocati in carriera, viene sconfitta dalla futura finalista Sofia Kenin, per 6-2 2-6 1-6. Il 12 ottobre raggiunge il suo best-ranking, assestandosi alla posizione numero 42 del ranking. 

### 2021
La francese inizia l'anno allo Yarra Valley Classic di Melbourne, dove viene eliminata subito da Shelby Rogers (2-6 5-7). Agli Australian Open, raggiunge il terzo turno battendo Siniaková e Rybakina; ai sedicesimi, cede a Świątek per 4-6 3-6.

## Statistiche WTA

### Singolare

#### Vittorie (2)
| Legenda               | Legenda      |
| --------------------- | ------------ |
| Grande Slam (0)       |              |
| Ori Olimpici (0)      |              |
| WTA Finals (0)        |              |
| WTA Elite Trophy (0)  |              |
| Dal 2009 al 2020      | Dal 2021     |
| Premier Mandatory (0) | WTA 1000 (0) |
| Premier 5 (0)         | WTA 1000 (0) |
| Premier (0)           | WTA 500 (0)  |
| International (2)     | WTA 250 (0)  |

| N. | Data           | Torneo                        | Superficie  | Avversaria in finale | Punteggio     |
| 1. | 21 luglio 2019 | Ladies Open Lausanne, Losanna | Terra rossa | Alizé Cornet         | 6-1, 2-6, 6-1 |
| 2. | 9 agosto 2020  | Palermo Ladies Open, Palermo  | Terra rossa | Anett Kontaveit      | 6-2, 7-5      |

## Circuito WTA 125

### Singolare

#### Sconfitte (1)
| N. | Data           | Torneo                          | Superficie | Avversaria in finale | Punteggio |
| 1. | 19 agosto 2023 | Barranquilla Open, Barranquilla | Cemento    | Tatjana Maria        | 1-6, 2-6  |

## Statistiche ITF

### Singolare

#### Vittorie (6)
| Torneo $100.000 (0) |
| Torneo $80.000 (1)  |
| Torneo $60.000 (1)  |
| Torneo $40.000 (0)  |
| Torneo $25.000 (3)  |
| Torneo $15.000 (1)  |

| N. | Data             | Torneo                                 | Superficie  | Avversaria in finale | Score               |
| 1. | 11 febbraio 2018 | Open GDF Suez De L'Isere, Grenoble     | Cemento (i) | Eléonora Molinaro    | 6-4, 6(5)-7, 7-6(3) |
| 2. | 17 giugno 2018   | Padova Challenge Open, Padova          | Terra rossa | Liudmila Samsonova   | 7-5, 6-3            |
| 3. | 24 giugno 2018   | Open GDF SUEZ Montpellier, Montpellier | Terra rossa | Catalina Pella       | 6-4, 6-3            |
| 4. | 22 luglio 2018   | ITS Cup, Olomouc                       | Terra rossa | Karolína Muchová     | 6-4, 6-4            |
| 5. | 5 febbraio 2023  | Magic Tours, Monastir                  | Cemento     | Cristiana Ferrando   | 6-4, 6-3            |
| 6. | 18 giugno 2023   | Engie Open Biarritz, Biarritz          | Terra rossa | İpek Öz              | 7-5, 6-3            |

#### Sconfitte (6)
| Torneo $100.000 (0) |
| Torneo $80.000 (0)  |
| Torneo $60.000 (1)  |
| Torneo $40.000 (0)  |
| Torneo $25.000 (4)  |
| Torneo $15.000 (1)  |

| N. | Data             | Torneo                                        | Superficie  | Avversaria in finale | Score         |
| 1. | 6 luglio 2014    | Open GDF SUEZ de la Porte du Hainaut, Denain  | Terra rossa | Andreea Mitu         | 6-4, 2-6, 1-6 |
| 2. | 19 luglio 2015   | Schönbusch Open, Aschaffenburg                | Terra rossa | Tena Lukas           | 5-7, 4-6      |
| 3. | 24 luglio 2016   | Darmstadt Tennis International, Darmstadt     | Terra rossa | Tamara Korpatsch     | 2-6, 2-6      |
| 4. | 26 novembre 2017 | Hammamet Open, Hammamet                       | Terra rossa | Varvara Gračëva      | 4-6, 6(1)-7   |
| 5. | 25 febbraio 2018 | Circuito Feminino Future de Tênis, Curitiba   | Terra rossa | Tamara Zidanšek      | 5-7, 4-6      |
| 6. | 23 aprile 2023   | Raiffeisen Bellinzona Ladies Open, Bellinzona | Terra rossa | Mirra Andreeva       | 6-2, 1-6, 4-6 |

### Doppio

#### Vittorie (1)
| Torneo $100.000 (0) |
| Torneo $80.000 (1)  |
| Torneo $60.000 (0)  |
| Torneo $40.000 (0)  |
| Torneo $25.000 (0)  |
| Torneo $15.000 (0)  |

| N. | Data              | Torneo                                                            | Superficie | Compagna       | Avversarie in finale    | Punteggio   |
| 1. | 15 settembre 2023 | Le Neubourg Open International Guillarmic-Agencement, Le Neubourg | Cemento    | Alina Korneeva | Maryna Kolb Nadiia Kolb | 7-6(7), 7-5 |

## Risultati in progressione
| Sigla | Risultato               |
| ----- | ----------------------- |
| V     | Vincitore               |
| F     | Finalista               |
| SF    | Semifinalista           |
| O     | Oro olimpico            |
| A     | Argento olimpico        |
| SF    | Bronzo olimpico         |
| QF    | Quarti di Finale        |
| 4T    | Quarto turno            |
| 3T    | Terzo turno             |
| 2T    | Secondo turno           |
| 1T    | Primo turno             |
| RR    | Round Robin             |
| LQ    | Turno di qualificazione |
| A     | Assente                 |
| ND    | Non disputato           |

| Legenda superfici    |
| -------------------- |
| Cemento              |
| Terra battuta        |
| Erba                 |
| Superficie variabile |

### Singolare
| Torneo                 | 2014    | 2015    | 2016    | 2017    | 2018    | 2019    | 2020    | 2021    | 2022    | 2023    | Titoli     | V–S        |
| ---------------------- | ------- | ------- | ------- | ------- | ------- | ------- | ------- | ------- | ------- | ------- | ---------- | ---------- |
| Tornei del Grande Slam |         |         |         |         |         |         |         |         |         |         |            |            |
| Australian Open        | A       | Q1      | Assente | Assente | Assente | 1T      | 2T      | 3T      | 1T      | A       | 0 / 4      | 3–4        |
| Open di Francia        | 1T      | 1T      | Q3      | 1T      | 2T      | 1T      | 4T      | 2T      | 1T      | 1T      | 0 / 9      | 5–9        |
| Wimbledon              | Assente | Assente | Assente | Assente | Assente | 1T      | ND      | 1T      | Q3      | A       | 0 / 2      | 0–2        |
| US Open                | Q1      | Assente | Assente | Assente | Q2      | 3T      | A       | 2T      | Q1      | 1T      | 0 / 3      | 3–3        |
| Vittorie–Sconfitte     | 0–1     | 0–1     | 0–0     | 0–1     | 1–1     | 2–4     | 4–2     | 4–4     | 0–2     | 0-2     | 0 / 18     | 11–18      |
| WTA 1000               |         |         |         |         |         |         |         |         |         |         |            |            |
| Indian Wells           | Assente | Assente | Assente | Assente | Assente | Q1      | ND      | 1T      | Assente | Assente | 0 / 1      | 0–1        |
| Miami                  | Assente | Assente | Assente | Assente | Assente | Q1      | ND      | 1T      | Assente | Assente | 0 / 0      | 0–0        |
| Madrid                 | Assente | Assente | Assente | Assente | Assente | Assente | ND      | A       | Q1      | A       | 0 / 0      | 0–0        |
| Roma                   | Assente | Assente | Assente | Assente | Assente | Q1      | Assente | Assente | Assente | Assente | 0 / 0      | 0–0        |
| Montréal / Toronto     | Assente | Assente | Assente | Assente | Assente | Assente | ND      | 2T      | Assente | Assente | 0 / 0      | 0–0        |
| Cincinnati             | Assente | Assente | Assente | Assente | Assente | Assente | Assente | Q2      | Assente | Assente | 0 / 0      | 0–0        |
| Wuhan                  | Assente | Assente | Assente | Assente | Assente | Q1      | ND      | ND      | ND      | A       | 0 / 0      | 0–0        |
| Pechino                | Assente | Assente | Assente | Assente | Assente | Assente | ND      | ND      | ND      | A       | 0 / 0      | 0–0        |
| Carriera               |         |         |         |         |         |         |         |         |         |         |            |            |
| Tornei giocati         | 1       | 1       | 0       | 4       | 8       | 18      | 5       | 29      | 10      | 23      | 90         | 90         |
| Titoli                 | 0       | 0       | 0       | 0       | 0       | 1       | 1       | 0       | 0       | 0       | 2          | 2          |
| Finali                 | 0       | 0       | 0       | 0       | 0       | 1       | 1       | 0       | 0       | 0       | 2          | 2          |
| Totale V–S             | 0–1     | 0–1     | 0–0     | 0–4     | 5–8     | 16–17   | 11–4    | 14–20   | 5–10    | 49-23   | 101–88     | 101–88     |
| Ranking di fine anno   | 367     | 261     | 235     | 325     | 102     | 63      | 42      | 103     | 417     | 161     | $2.265.274 | $2.265.274 |